# Villahermosa del Campo
Villahermosa del Campo (aragónul Villafermosa) község Spanyolországban, Teruel tartományban. Villahermosa del Campo Romanos, Fombuena, Lanzuela, Cucalón és Lechon községekkel határos. Lakosainak száma 93 fő (2024).

## Népesség
A település népessége az utóbbi években az alábbiak szerint változott:
| Lakosok száma | 70   | 97   | 92   | 98   | 99   | 104  | 94   | 89   | 90   | 93   |
|               | 2001 | 2004 | 2007 | 2009 | 2012 | 2014 | 2017 | 2019 | 2022 | 2024 |